# Big Kini
Big Kini (Untertitel "Trügerische Idylle im Atoll") ist ein 2005 bei PlayMe erschienenes Brettspiel von Guido Eickhof für 2 bis 4 Spieler mit Illustrationen von Bert Elter. Zudem erschien 2006 eine Erweiterung für Fortgeschrittene und 5 bis 6 Spieler. 

## Beschreibung
Die Spieler versuchen auf Südseeinseln lukrative Posten als Insel-Verwalter, Riff-Minister und Bucht-Baron zu ergattern, Waren zu produzieren, ihr Geld zu vermehren und neue Inseln zu entdecken. Auf jedem Atoll-Plättchen befinden sich 3 Inseln. Als Inselverwalter kann man die Möglichkeiten einer Insel, als Riff-Minister von 2 und als Bucht-Baron aller Inseln nutzen. In jeder Runde haben die Spieler 2 Aktionsmöglichkeiten, dabei stehen folgende Aktionen zur Verfügung:
- Einwohner vermehren
- Einwohner versetzen
- Geld erhalten
- Waren erhalten
- Abstimmungen über das Amt des Bucht Barons durchführen
- Neue Inseln entdecken.

Zu Beginn des Spiels wird pro Spieler ein Heimatatoll offen ausgelegt und abhängig von der Spielerzahl eine bestimmte Anzahl von verdeckten unbekannten Atoll-Plättchen in einem festgelegten Muster. Der Spieler rechts neben dem Startspieler sucht sich das erste Heimatatoll aus, dann folgen die anderen Spieler gegen den Uhrzeigersinn. Auf die verdeckten unbekannten Atolle wird je ein Entdeckungsmarker gelegt.  Jeder Spieler setzt 2 seiner Spielsteine aufbeliebige Einflussfelder (Insel-Verwalter oder Riff-Minister) seines Heimatatolls und nimmt sich das aufgedruckte Startkapital, das sie im weiteren Spielverlauf geheim halten.
In jeder Runde darf jede der 6 Aktionsmöglichkeiten mit Ausnahme der Aktion "Neue Inseln entdecken" dreimal genutzt werden. Aktionen werden gewählt, indem ein Aktionsstein auf ein freies Aktionsfeld des Aktions-Tableaus gesetzt wird. Der erste Spieler, der eine Aktion wählt darf diese doppelt nutzen, der dritte der die Aktion wählt muss dafür 2 Bay Baron bezahlen. Nach 12 Runden endet das Spiel und wer bis dahin die meisten Punkte eingesammelt hat gewinnt das Spiel.
Siegpunkte werden wie folgt vergeben:
- 5 für jeden Spielstein auf einem Bucht-Baron-Feld
- 2 für jeden Spielstein auf einem Riff-Minister-Feld
- 1 für jeden Spielstein auf einem Insel-Verwalter-Feld
- 3 für drei verschiedene Waren
- 1 für 8 Bay Baron
- 2 für jeden Entdeckungsmarker

Durch die Erweiterung kommt neben zusätzlichem Material für den 5. und 6. Spieler noch die Möglichkeit hinzu, als eine Aktion Karten zu kaufen, die man in der Aktionsphase anderer Spieler einsetzen kann. Damit wird die Wahl einer guten Aktion für diese riskanter, da die anderen Spieler durch die Karten die Möglichkeit haben, ihm bei der Besetzung wichtiger Posten oder der Besetzung der Atolle zuvor zu kommen. Mit Ausnahme der Aktionen "Neue Inseln entdecken" und "Aktionskarten kaufen" kann jede Aktion dann viermal gewählt werden, der vierte Spieler, der eine Aktion wählt muss dafür aber 3 Bay Baron zahlen. Zudem werden weitere Aufbaupläne angeboten.